# Chính phủ Trung Hoa Dân Quốc
Chính phủ Trung Hoa Dân quốc (tiếng Trung: 中華民國政府, Trung Hoa Dân quốc Chính phủ), trước năm 1949 dùng để chỉ chính quyền cộng hòa mà về danh nghĩa là chính quyền chính thức của lãnh thổ Trung Hoa, kế tục chính quyền phong kiến nhà Thanh.
Chính phủ Trung Hoa Dân quốc chính thức thành lập năm 1912 tại Nam Kinh, với Tôn Trung Sơn là Đại tổng thống lâm thời Trung Hoa Dân Quốc theo Hiến pháp lâm thời. Sau khi Tôn nhượng vị cho Viên Thế Khải, cơ quan chính Chính phủ Trung Hoa Dân quốc chuyển đến Bắc Kinh trong cùng năm 1912, là một chính phủ Trung Quốc được quốc tế công nhận cho đến năm 1928. Thời kỳ này, chính phủ Trung Hoa Dân quốc chịu ảnh hưởng lớn của Tôn và các thủ hạ của ông, vốn xuất thân từ lực lượng Bắc Dương quân, nên đương thời còn được gọi là Chính phủ Bắc Dương.
Cùng thời đó, cùng trên lãnh thổ Trung Quốc, có một loạt các chính phủ độc lập khác được hình thành ở các địa phương, ly khai với chính quyền Bắc Dương, đôi khi chống đối lẫn nhau. Trong số đó, trội lên chính phủ ly khai do Trung Quốc Quốc dân Đảng (QDĐ) lãnh đạo, ban đầu được thành lập như một chính phủ quân sự đối thủ dưới sự bảo trợ của Tôn Trung Sơn tại Quảng Châu vào năm 1917. Sau khi Tôn qua đời năm 1925, Tưởng Giới Thạch lãnh đạo Bắc phạt (1926-1928) để thống nhất đất nước và thành lập thủ đô ở Nam Kinh. Chính phủ của Tưởng tuyên bố dựa trên nền tảng Tam dân chủ nghĩa và kế thừa chính phủ Bắc Dương, mở rộng dân chủ, kết hợp tham chính của nhiều đảng phái chính trị hơn, bao gồm cả Đảng Cộng sản Trung Quốc, lập Hiến pháp năm 1931. Trên thực tế, chính phủ của Tưởng tuy có được sự công nhận ngoại giao nhưng không kiểm soát toàn bộ lãnh thổ Trung Quốc. Bên cạnh những chính phủ địa phương của các quân phiệt cát cứ, chính phủ Tưởng còn bị các đảng phái đối lập công kích là chính quyền độc tài độc đảng. Nổi lên có chính quyền Xô viết ly khai do đảng Cộng sản thành lập. Trong thời kỳ Chiến tranh Trung-Nhật lần thứ hai (1937-1945), một loạt chính phủ bù nhìn do người Nhật lập nên cũng mang danh nghĩa Chính phủ Trung Hoa Dân quốc. Để phân biệt, đương thời chính quyền của Tưởng được gọi là Chính phủ Quốc dân.
Sau Thế chiến thứ hai, Chính phủ Quốc dân là chính phủ duy nhất của Trung Hoa theo Hiến pháp Trung Hoa Dân quốc năm 1947. Tuy nhiên, Quốc dân Đảng lại mau chóng sụp đổ trước sự trỗi dậy của Cộng sản Đảng. Mất đi quyền kiểm soát Đại lục trong cuộc Nội chiến Trung Quốc, chính phủ của Tưởng chuyển đến Đài Bắc (Đài Loan vào năm 1949, từ đó chỉ còn kiểm soát Đài Loan và một số đảo khác bao gồm Bành Hồ, Kim Môn, Mã Tổ, Ba Bình và Đông Sa. Vì vậy, kể từ sau năm 1949, chính phủ Trung Hoa Dân quốc thường được gọi là Chính phủ Đài Loan.
Sau khi chuyển đến Đài Loan, một thời gian dài chính phủ Trung Hoa Dân quốc vẫn bị chi phối bởi Quốc dân Đảng. Tuy  nhiên, trong những năm gần đây, tình hình đã thay đổi khi nền chính trị Trung Hoa Dân quốc đã được chuyển đổi thành nền dân chủ đa đảng.

## Cơ cấu tổ chức

Cơ cấu tổ chức của Chính phủ Trung ương Trung Hoa Dân Quốc.

Chính phủ Trung Hoa Dân Quốc chính thức bao gồm tổng thống và 5 nhánh của chính phủ, được mô phỏng theo triết lý chính trị của Tôn Trung Sơn về Ba nguyên tắc của nhân dân:
- Lập pháp viện: nhánh lập pháp, tương đương Nghị viện hoặc Quốc hội
- Hành chính viện: nhánh hành pháp, tương đương Chính phủ hoặc Nội các
- Tư pháp viện: nhánh tư pháp, tương đương Tòa án Tối cao
- Khảo thí viện: chịu trách nhiệm chứng thực tư cách của các công viên chức chính phủ, tương đương Cơ quan Quản lý nhân sự Mỹ hoặc Văn phong Tuyển chọn Nhân viên Liên minh Châu Âu
- Giám sát viện: chịu trách nhiệm giám sát và điều tra các cơ quan chính phủ khác, tương đương Văn phòng Vấn trách Chính phủ Mỹ hoặc Thẩm kế viện Liên minh Châu Âu